# De Otte (teatertrup)
De Otte var et dansk skuespillerensemble, som i 1905 brød ud af Dagmarteatret med planer om at etablere deres eget teater i Grønnegade i København (den nuværende bygning på adressen Gammel Mønt 4 er baseret på Johan Nielsens oprindelige arkitekttegninger til det forliste skuespilhus). De turnerede i Norge og Sverige i sæsonen 1905-06 med blandt andet opførelser af Kameliadamen og Alexander den Store. Truppen opløstes i juni 1906, efter at justitsminister P.A. Alberti i februar 1906 afviste deres ansøgning om en teaterbevilling.

## Oprindelige medlemmer
- Jacob Jacobsen (kunstnerisk leder)
- William Norrie (økonomichef)
- Anna Larssen Bjørner (dengang Anna Larssen)
- Emmanuel Larsen
- Olivia Norrie (dengang Olivia Jacobsen)
- Johannes Poulsen
- Albrecht Schmidt
- Emma Wiehe
- Jacques Wiehe

## Senere tilknyttede turnédeltagere
- Marie Dinesen
- Robert Dinesen
- Peter Fjelstrup
- Knud Lumbye
- Marie Niedermann
- Asta Nielsen
- Mimi Gade (dengang Mimi Mikkelsen)
- Robert Schmidt
- Valdemar Willumsen